# Look Like Her
"Look Like Her" foi a segunda música de trabalho do álbum April do cantor norueguês Espen Lind, que saiu em 2005.

## Lançamentos
O single foi lançado apenas para promoção, não chegando a ser comercializado. Contém duas versões da música: a do álbum editada e uma versão ligeiramente diferente para as rádios. 
Apesar de ter obtido boa popularidade, "Look Like Her" não chegou a repetir o êxito do single precedente "Unloved", que chegou ao topo da parada nórdica.

## CD Single
- Noruega (Promocional)

1. "Look Like Her" (radio version)
2. "Look Like Her" (edited album version)

## Ligações Externas
- Look Like Her no UOL música